# Kamp-Lintfort
Kamp-Lintfort è una città di 37 847 abitanti della Renania Settentrionale-Vestfalia, in Germania.
Appartiene al distretto governativo (Regierungsbezirk) di Düsseldorf e al circondario (Kreis) di Wesel (targa WES).
Kamp-Lintfort si fregia del titolo di "Media città di circondario" (Mittlere kreisangehörige Stadt).